# Landl
Landl ist eine Gemeinde mit 2510 Einwohnern (Stand 1. Jänner 2024) im Norden der Steiermark im Gerichtsbezirk bzw. Bezirk Liezen.

## Geografie
Die Ortschaften liegen im Landltal, im Gebiet der Mündung der Salza in die Enns, an den Füßen der Hochschwabgruppe im Osten und den Ennstaler und Eisenerzer Alpen, Teile des Gemeindegebiets im Norden auch in den Ybbstaler Alpen: Beim Ort Großreifling stoßen die drei Gebirgsgruppen aneinander.

### Gemeindegliederung
Im Rahmen der Gemeindestrukturreform in der Steiermark ist sie seit 2015 mit den Gemeinden Gams bei Hieflau, Palfau und der (im Bezirk Leoben liegenden) Gemeinde Hieflau zusammengeschlossen,
die neue Gemeinde führt den Namen Landl weiter. Grundlage dafür ist das Steiermärkische Gemeindestrukturreformgesetz (StGsrG).
Die Grenzen der Bezirke Liezen und Leoben wurden so geändert, dass die neue Gemeinde vollständig im Bezirk Liezen liegt.
Die Gemeinde besteht aus sechs Katastralgemeinden (Fläche Stand 31. Dezember 2023):
- Gams (4.635,56 ha)
- Hieflau (2.662,44 ha)
- Jassingau (2.035,94 ha)
- Krippau (1.252,76 ha)
- Landl (9.093,32 ha)
- Palfau (5.804,22 ha)

Das Gemeindegebiet gliedert sich in neun Ortschaften (in Klammern Einwohnerzahl Stand 1. Jänner 2024):
- Gams bei Hieflau (476) samt Gamsforst, Kogl, Krautgraben, Obergams, Schönleiten, Sulzbach und Untergams
- Großreifling (205)
- Hieflau (510)
- Jassingau (73)
- Kirchenlandl (423) samt Lehnboden und Tamischbach
- Krippau (64)
- Lainbach (37)
- Mooslandl (365) samt Dörfl, Hafnerboden, Sulza und Wieden
- Palfau (357) samt Mendling, Obere Palfau, Palfau Links, Raffelgraben, Schönau und Untere Palfau

### Nachbargemeinden
Zwei der acht Nachbargemeinden liegen im Bezirk Leoben (LN), je eine in den niederösterreichischen Bezirken Amstetten (AM) bzw. Scheibbs (SB).
| Altenmarkt bei Sankt Gallen Sankt Gallen | Hollenstein an der Ybbs (AM)                | Göstling an der Ybbs (SB) |
|                                          | Kompassrose, die auf Nachbargemeinden zeigt | Wildalpen                 |
| Admont                                   | Radmer (LN)                                 | Eisenerz (LN)             |

## Geschichte
Die erste urkundliche Erwähnung erfolgte 1422 als Länntlein (Landl). Bereits im Jahr 1273 wird die Kirche St. Bartholomä genannt. Der Ortsteil Gams ist vermutlich slawischen Ursprungs und wird 1139 als Gemze (steinige Gegend) erwähnt. Palfau scheint erstmals als Palfawe im Jahr 1280 in einer Urkunde auf.

## Kultur und Sehenswürdigkeiten

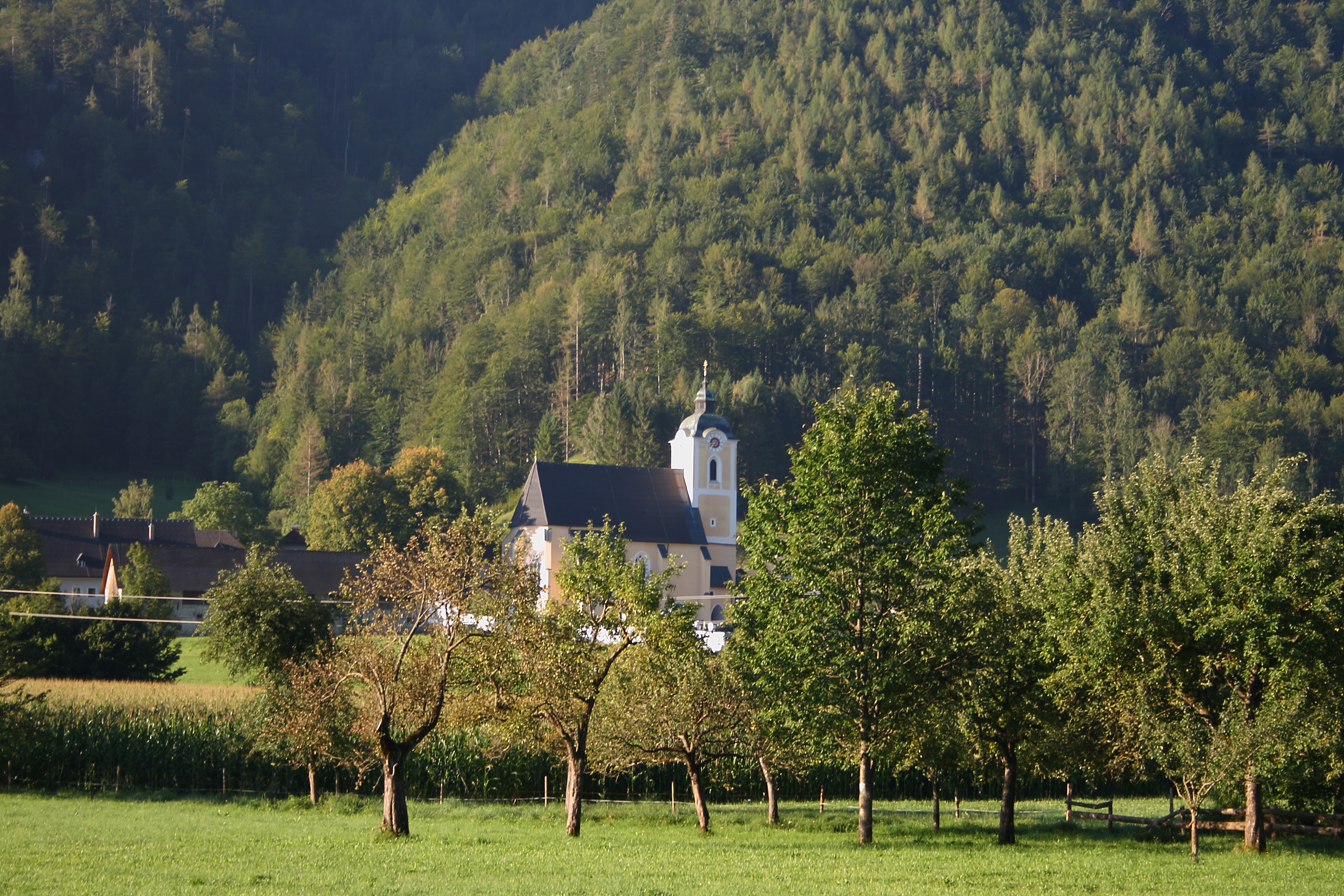
Pfarrkirche Landl

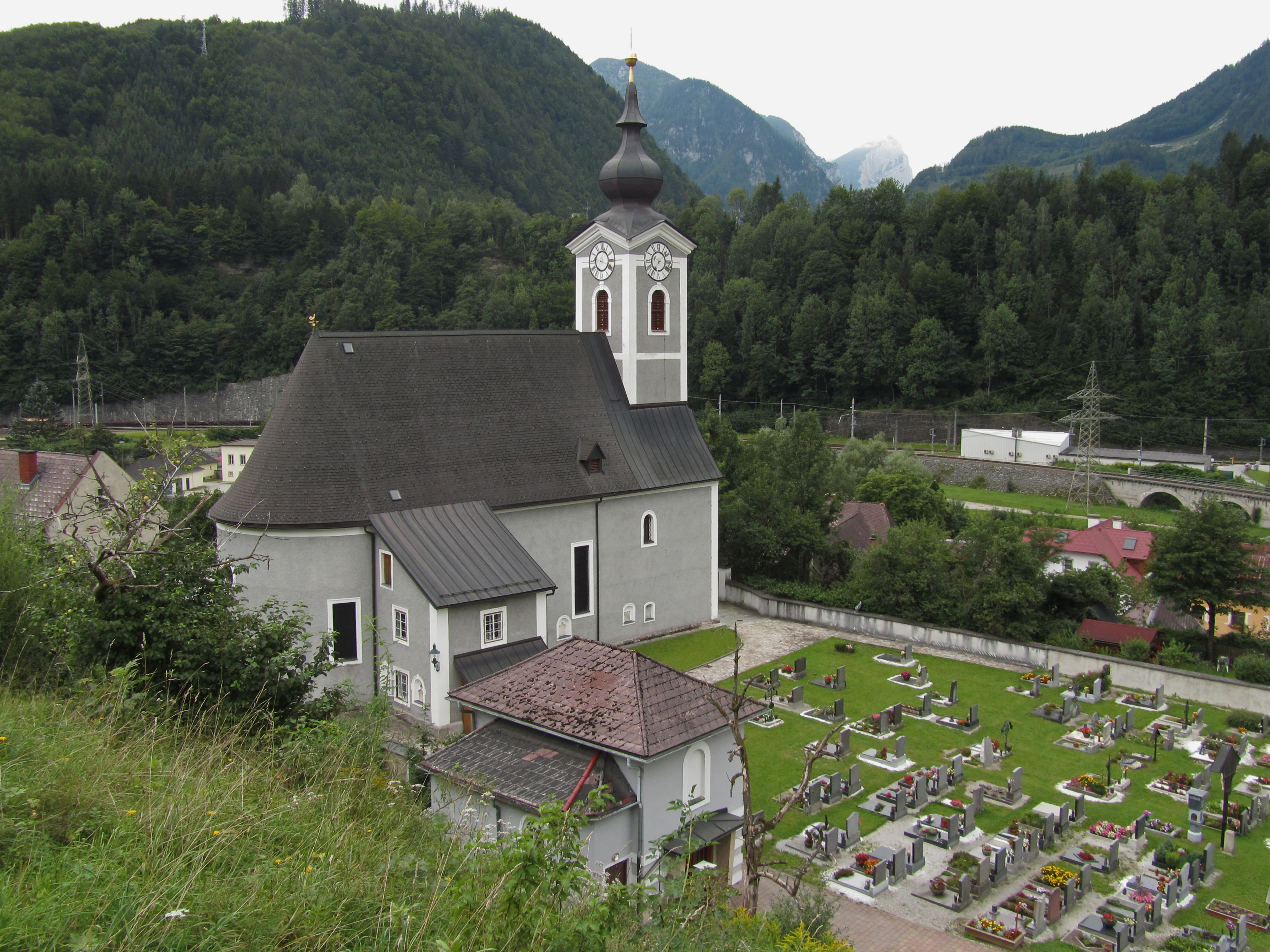
Pfarrkirche Hieflau

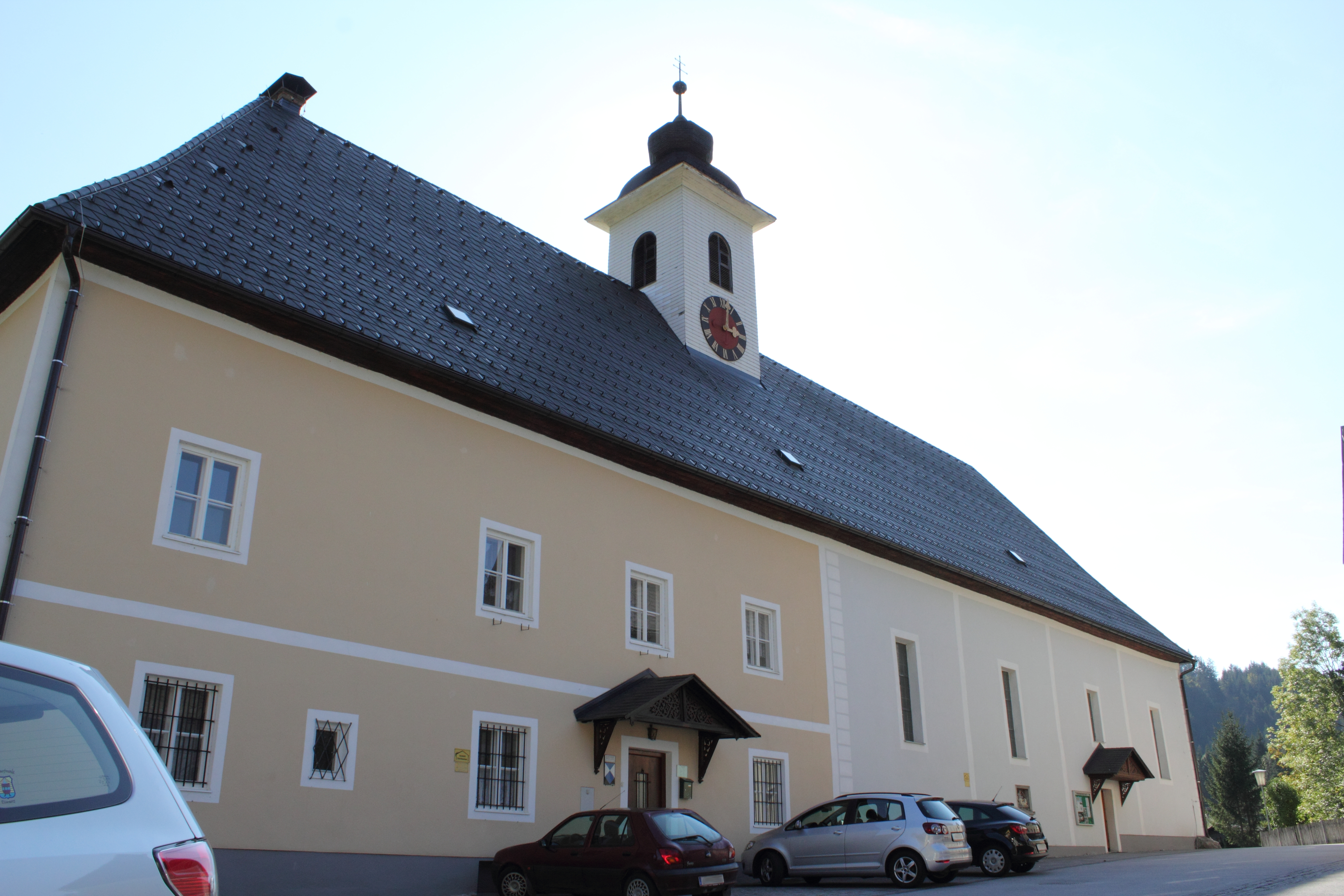
Pfarrkirche Gams bei Hieflau

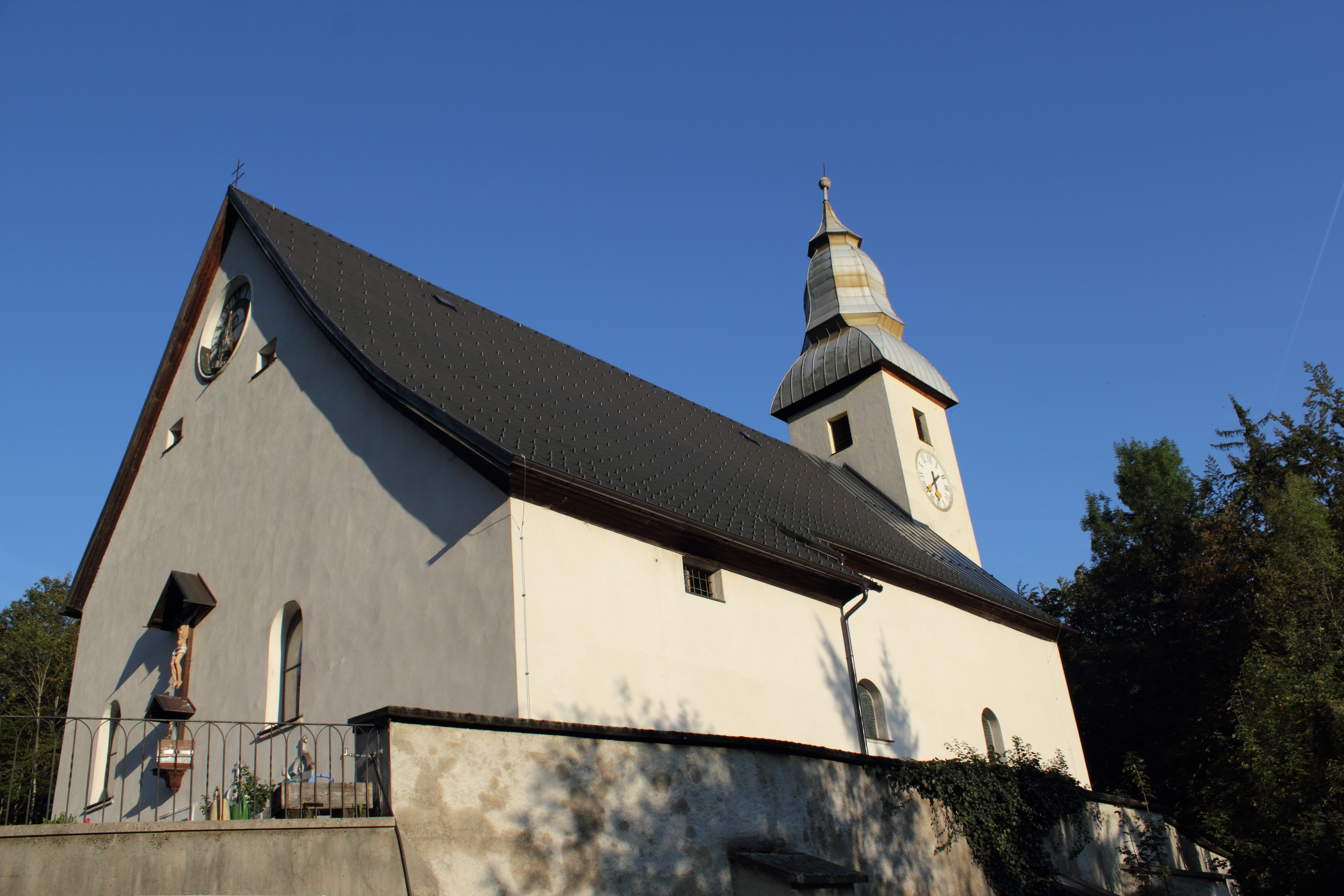
Pfarrkirche Palfau

- Katholische Pfarrkirche Gams bei Hieflau hl. Josef
- Katholische Pfarrkirche Hieflau hl. Johannes der Täufer
- Katholische Pfarrkirche Landl hl. Bartholomäus mit Friedhof
- Katholische Pfarrkirche Palfau Allerheiligen mit Friedhof
- Katholische Filialkirche Großreifling hl. Nikolaus, Alter Kasten Großreifling, Forstmuseum Silvanum
- Kapelle Wandau und Soldatenfriedhof Wandau
- Reste des Großreiflinger Rechens und Hieflauer Rechens
- Radstatthof in Mooslandl

## Wirtschaft und Infrastruktur
Neben landwirtschaftlichen Betrieben und einigen Gewerbebetrieben zählt auch der Tourismus zu einer wichtigen Einnahmequelle der Ortschaften in Landl. Diverse Aktivitäten wie zum Beispiel Wanderungen, Radtouren, Bergsteigen oder Rafting auf Enns und Salza ziehen Gäste an und sorgen so für Umsätze in der Gastronomie und bei den Beherbergungsbetrieben.
Die Gemeinde bildet gemeinsam mit Altenmarkt bei St. Gallen, Ardning, Admont und St. Gallen den Tourismusverband „Alpenregion Nationalpark Gesäuse“ mit Sitz in Admont.

### Verkehr
Die Dienstbahnhöfe Großreifling und Landl sowie der noch am Wochenende von zwei Zugpaaren bediente Bahnhof Hieflau liegen an der Rudolfsbahn, an letzterem endet die Erzbergbahn.

## Politik

### Gemeinderat
Der Gemeinderat hat 15 Mitglieder.
- Nach den Gemeinderatswahlen hatte der Gemeinderat folgende Verteilungen
  - 2000: 8 SPÖ, 6 ÖVP und 1 FPÖ
  - 2005: 12 SPÖ und 3 ÖVP[8]
  - 2010: 10 SPÖ, 3 ÖVP und 2 FPÖ[9]
  - 2015: 10 SPÖ, 3 FPÖ und 2 ÖVP[10]
  - 2020: 11 SPÖ und 4 ÖVP

Seit der Gemeinderatswahl 2025 in der Steiermark hat der Gemeinderat folgende Verteilung:
10 SPÖ, 3 ÖVP und 2 FPÖ

### Bürgermeister
- ? –1976: Julius Kripl (SPÖ)
- 1975–1985: Samuel Galbicsek (SPÖ)
- 1985–2000: Franz Huber (SPÖ)
- 2000–2005: Peter Höbenreich (SPÖ)
- seit 2005: Bernhard Moser (SPÖ)[11]

### Wappen

Wappen der Vorgängergemeinden
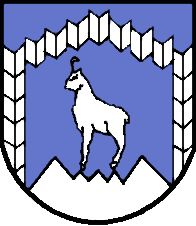
Gams bei Hieflau
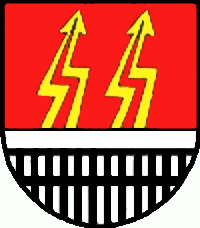
Hieflau
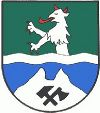
Landl
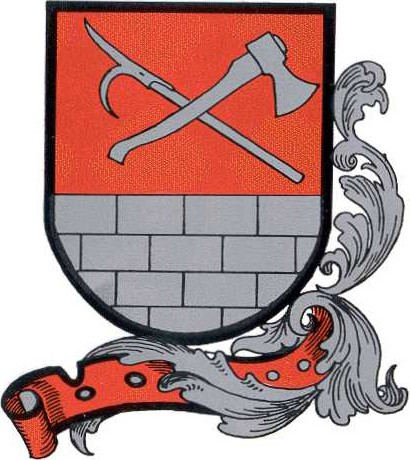
Palfau

Als Folge der Gemeindezusammenlegung sind alle Gemeindewappen seit 2015 nicht mehr gültig. Ein neues Wappen für die Fusionsgemeinde muss von der Steiermärkischen Landesregierung verliehen werden.

## Persönlichkeiten

### Ehrenbürger der Gemeinde
- Samuel Galbicsek († 2019), Alt-Bürgermeister von Landl

### Söhne und Töchter der Gemeinde
- Valentin Abel (nach 1500–1575), Benediktiner, Abt des Stiftes Admont 1545–1568
- Christian Stangl (* 1966), Alpinist